# Клярфельд, Борис Николаевич
Борис Николаевич Клярфельд (1904, Москва — 1973, Москва) — советский физик, доктор физико-математических наук, профессор (1940).

## Биография
Родился в 1904 году в Москве. В 16 лет поступил на физико-математический факультет МГУ, университет закончил в ускоренном режиме за 3 года. Еще во время обучения начал трудовую деятельность в качестве лаборанта во Всероссийском электротехническом институте им. В. И. Ленина.
С 1932 года заведовал лабораторией в ВЭИ им. Ленина.
В 1938 году без защиты диссертации талантливому специалисту была присвоена ученая степень кандидата физико-математических наук, в 1939 году им была защищена докторская диссертация, в 1940 году в возрасте 36 лет он получил звание профессора.
В годы Великой Отечественной войны конструировал специальные разрядники для оборонной техники и участвовал в освоении их производства образцов на производстве.
Являлся одним из пионеров изучения процессов в газоразрядной плазме в Советском Союзе. Создал свою научную школу в области исследований физики газового разряда, авторитет научной школы Клярфельда высоко ценился в СССР и за рубежом.
С 1946 по 1960 год являлся руководителем научного направления по газоразрядным приборам в НИИ-160 (ныне «Исток») во Фрязино.
За вклад в советскую науку награжден Орденом Ленина и Орденом Трудового Красного Знамени.
Похоронен в Москве на Новом Донском кладбище.

## Научные интересы
Научные интересы были сконцентрированы вокруг исследований в области физики газового разряда. Большинство работ ученого посвящены фундаментальному изучению физических процессов в низкотемпературной плазме, Клярфельду принадлежит приоритет в широком и систематическом применении зондового метода для диагностики плазмы.
Также ученым велись работы но изучению потенциалов зажигания разряда, им была показана возможность существования трех разновидностей тлеющего разряда. Дальнейшее изучение импульсного разряда, проведенное с полым катодом, показало возможность существования четвертой разновидности разряда — тлеющего разряда с плотностью тока порядка нескольких ампер на квадратный сантиметр.
Автор более 100 научных работ. Основатель школы изучения физики газового разряда в СССР.

## Избранные труды
- Б. Н. Клярфельд Измерение высокого вакуума; II. О техническом определении коэффициентов линейного расширения / ; Предисл.: В. Романов. — Москва : [б. и.], 1925 (типо-лит. В.Т.У. им. т. Дунаева).
- Б. Н. Клярфельд Исследование газосветных трубок интенсивного горения [Текст] / Инж. . — [Москва] : тип. «Большевистская печать», [1932] (Егорьевск)
- Б. Н. Клярфельд Исследования в области электрического разряда в газах [Текст] : [Сборник статей] / . — Москва ; Ленинград: Госэнергоиздат, 1958.
- Б. Н. Клярфельд, Неретина Н. А. Падения напряжения в разряде с накаленным катодом// Известия ЛЭТИ. 1971. Вып. 104. С. 78-85. 69.